# RNA

L'RNA

L'acido ribonucleico (in sigla RNA, dall'inglese RiboNucleic Acid; meno comunemente, in italiano, anche ARN) è un acido nucleico implicato in vari ruoli biologici, quali la codifica, regolazione ed espressione dei geni, in particolare la sintesi proteica.
Come l'altro acido nucleico, il DNA, l'RNA è una macromolecola polimerica costituita da una catena di nucleotidi, ma a differenza del DNA è formato in prevalenza da un singolo filamento ripiegato su se stesso. In molti virus l'RNA forma il genoma al posto del DNA.
Gli organismi cellulari utilizzano l'RNA messaggero (mRNA), sintetizzato a partire dal DNA nella trascrizione,  per trasmettere le informazioni geniche che dirigono la sintesi di proteine specifiche. In tale processo molecole di mRNA dirigono l'assemblaggio delle proteine nei ribosomi, dove molecole di RNA di trasferimento (tRNA) forniscono gli aminoacidi e l'RNA ribosomiale (rRNA) li collega insieme per formare le proteine. Altre molecole particolari di RNA svolgono inoltre un ruolo di catalizzatore delle reazioni biologiche, controllo dell'espressione genica e recepimento e risposta a segnali cellulari.

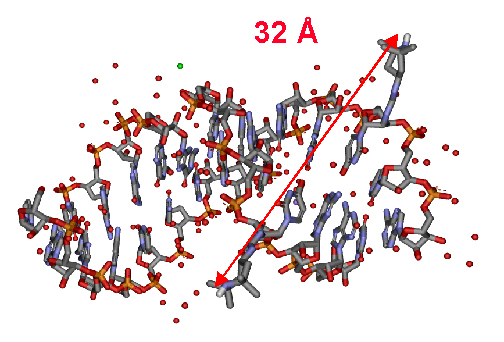
Struttura dell'RNA

## Confronto

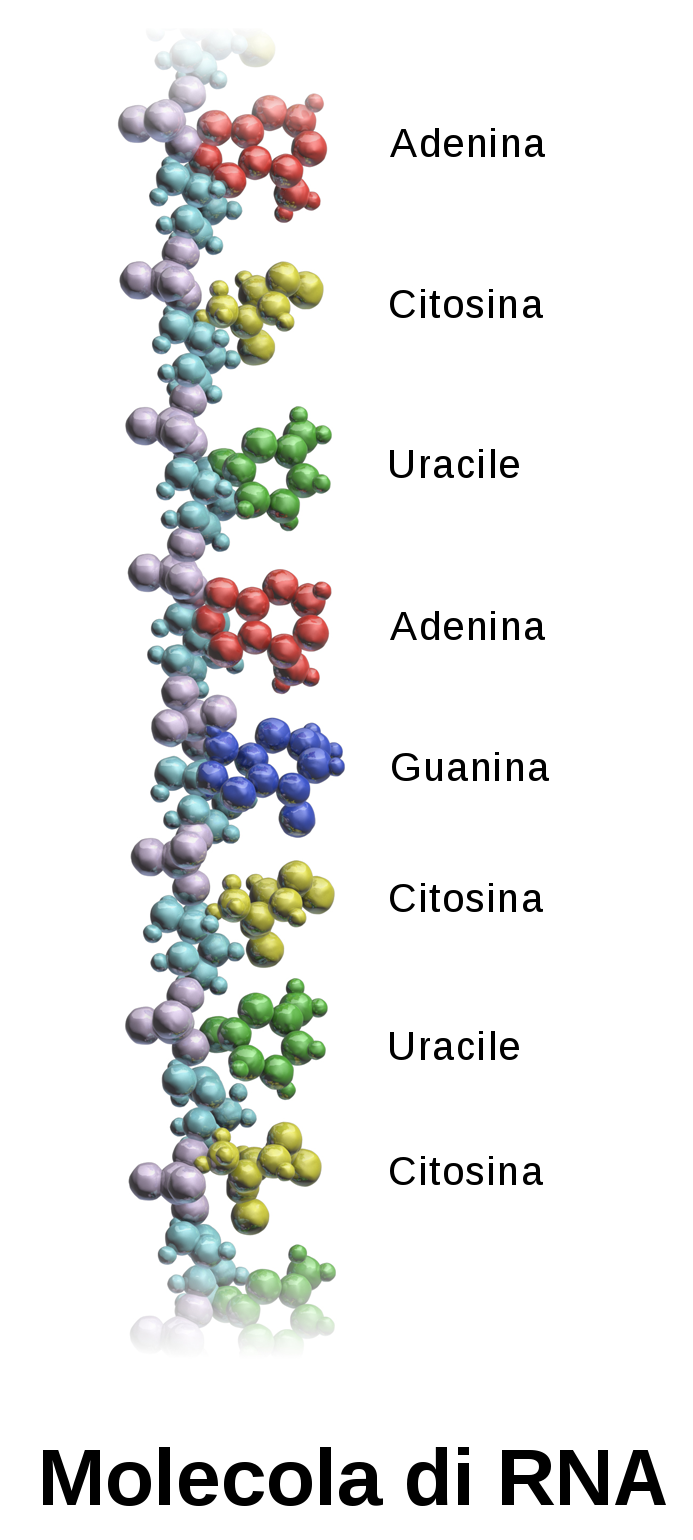
Basi in una molecola di RNA

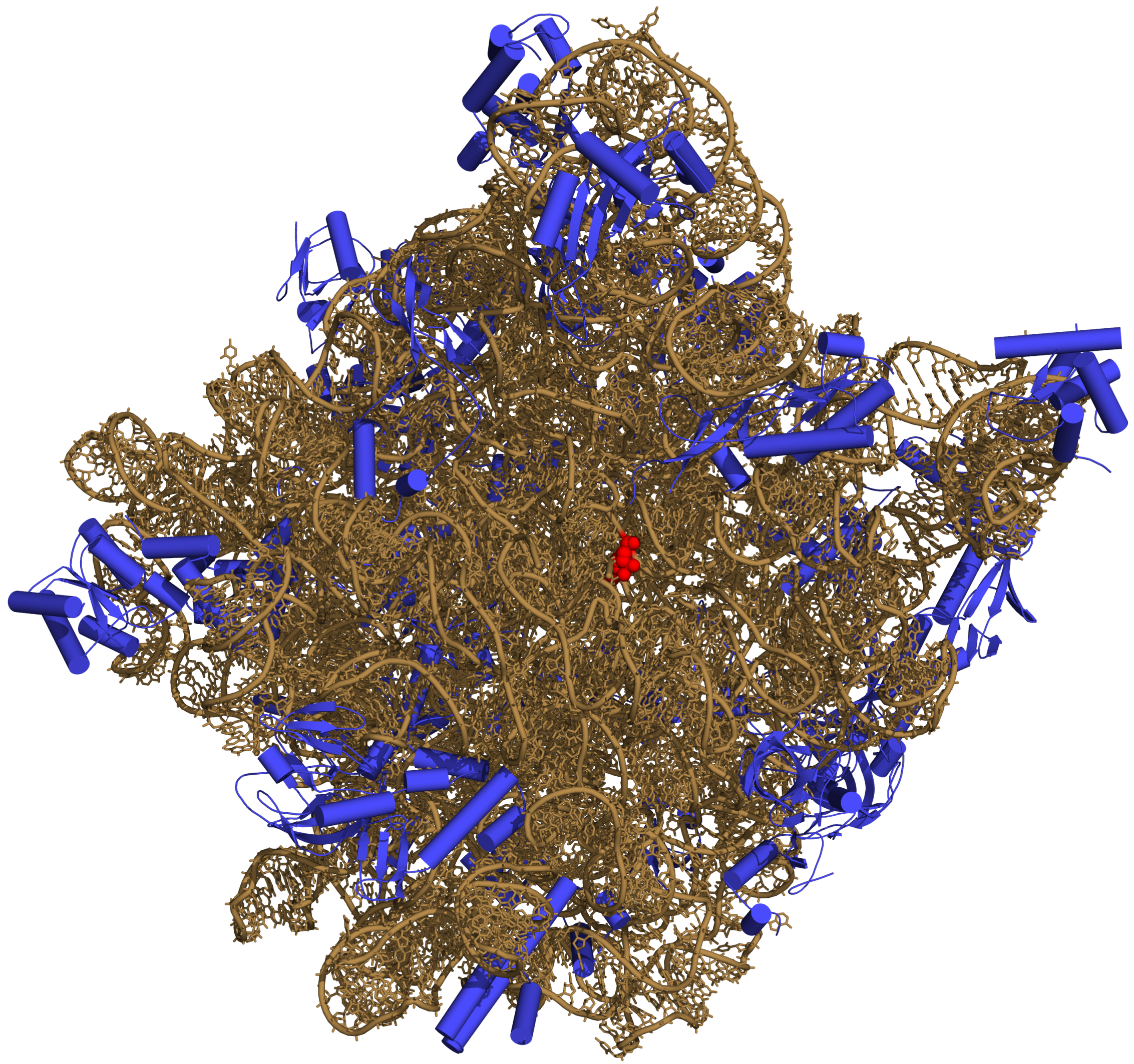
Rappresentazione tridimensionale della subunità 50S ribosomiale. L'RNA è in colore scuro, le proteine in blu. Il sito attivato è al centro (in rosso).

La struttura chimica dell'RNA è molto simile a quella del DNA, ma differisce in tre aspetti principali:
- Diversamente dal DNA che è a doppio filamento, l'RNA è una molecola a singolo filamento[2] in molti dei suoi ruoli biologici e ha una catena molto più breve di nucleotidi.[3] Tuttavia, l'RNA può, per l'appaiamento delle basi complementari, formare doppie eliche intraelicoidali, come nel caso del tRNA.
- Mentre il DNA contiene desossiribosio, l'RNA contiene ribosio[4] (nel desossiribosio non vi è un gruppo ossidrile attaccato all'anello pentoso in posizione 2'). Questi gruppi ossidrilici rendono l'RNA meno stabile del DNA perché è più incline all'idrolisi.
- Nel DNA la base complementare dell'adenina è la timina, mentre nell'RNA è l'uracile, che è una forma non metilata di timina.[5]

Come il DNA, l'RNA è biologicamente più attivo, tra l'mRNA, il tRNA, l'rRNA, l'snRNA e altri RNA non codificanti, contengono sequenze auto-complementari che permettono a parti dell'RNA di ripiegarsi e collegarsi andando a formare doppie eliche. L'analisi di questi RNA ha rivelato che essi sono altamente strutturati. A differenza del DNA, le loro strutture non sono costituite da lunghe doppie eliche, ma piuttosto da raccolte di eliche riunite in strutture simili a proteine. In questo modo, l'RNA può realizzare la catalisi chimica, come gli enzimi. Ad esempio, la determinazione della struttura del ribosoma, un enzima che catalizza la formazione di un legame peptidico, ha rivelato che il suo sito attivo è composto interamente di RNA.

## Struttura

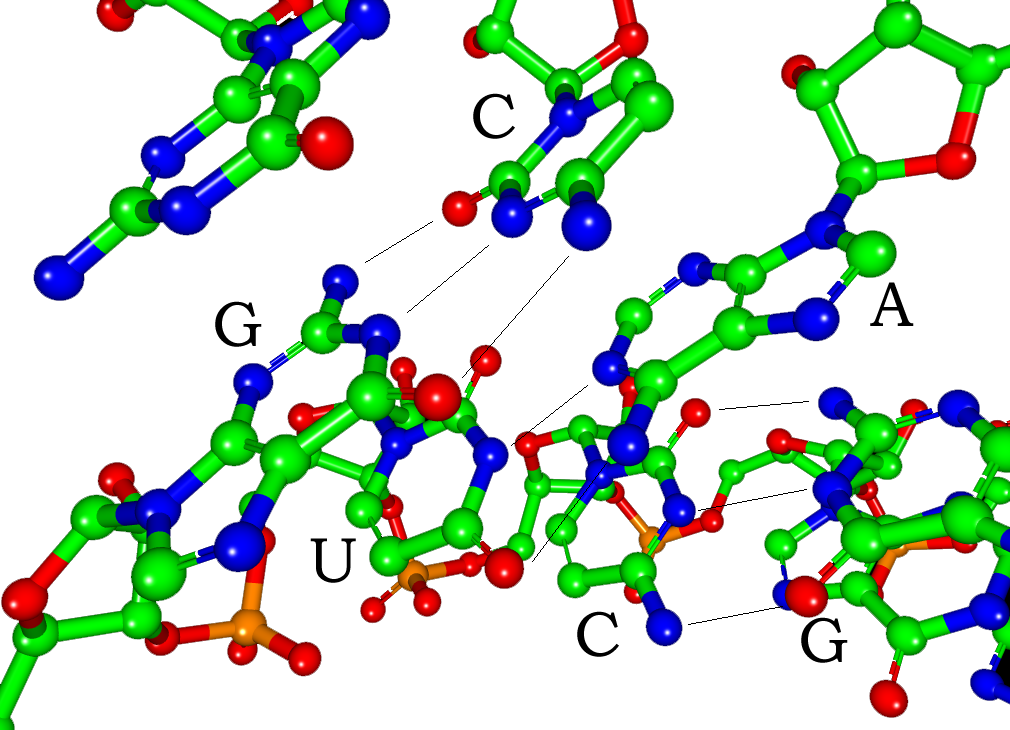
Coppia di basi di Watson-Crick in siRNA (gli atomi di idrogeno non sono mostrati)

Ogni nucleotide dell'RNA contiene uno zucchero ribosio, con il carbonio numerato da 1' a 5'. Una base è collegata alla posizione 1', in generale, l'adenina (A), la citosina (C), la guanina (G) e uracile (U). Adenina e guanina sono purine, citosina e uracile sono pirimidine. Un gruppo fosfato è attaccato alla posizione 3' di un ribosio e alla posizione 5' del successivo. I gruppi fosfato hanno una carica negativa a un pH fisiologico, rendendo l'RNA una molecola carica (polianione). Le basi formano legami idrogeno tra la citosina e la guanina, tra l'adenina e uracile e fra la guanina e uracile. Tuttavia, altre interazioni sono possibili, come ad esempio un gruppo di basi adenina legate tra loro, o un tetragiro GNRA che possiede una coppia di base di guanina-adenina.

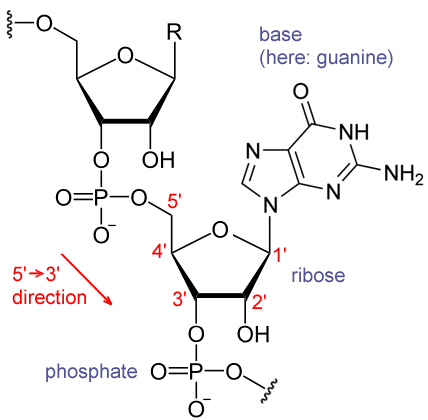
Struttura chimica dell'RNA

Una caratteristica strutturale importante dell'RNA che lo distingue dal DNA è la presenza di un gruppo idrossile in posizione 2' dello zucchero ribosio. La presenza di questo gruppo funzionale provoca l'adozione di un'elica a forma di A rispetto alla forma B più comunemente osservata nel DNA. Questo si traduce in un solco maggiore molto profondo e stretto e un solco minore superficiale e largo. Una seconda conseguenza della presenza del gruppo 2'-idrossile è che nelle regioni conformazionalmente flessibili di una molecola di RNA (cioè non coinvolte nella formazione di una doppia elica), può attaccare chimicamente il legame fosfodiestere adiacente e fendere la dorsale.

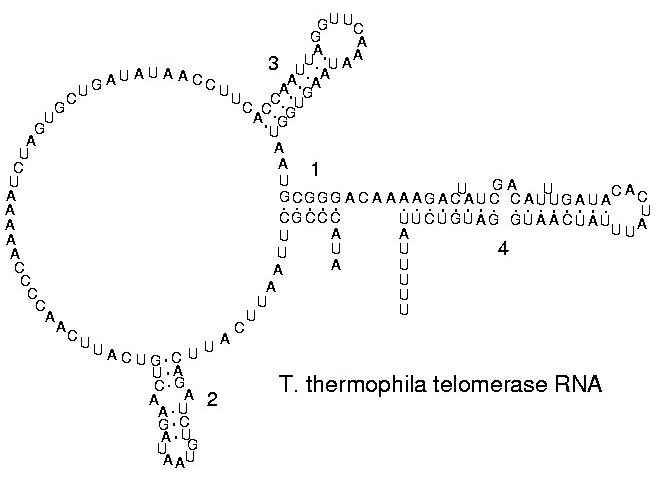
Struttura secondaria della RNA telomerasi.

L'RNA è trascritto con solo quattro basi (adenina, citosina, guanina e uracile), ma queste basi e zuccheri possono essere modificati in numerosi modi, come gli RNA maturi. La pseudouridina (Ψ), in cui il legame tra uracile e ribosio passa da un legame C-N ad un legame C-C, e la ribotimidina (T) si trovano in vari luoghi (i più importanti nel ciclo TΨC di tRNA). Un altro notevole base modificata è ipoxantina, una base adenina deaminato cui nucleosidici è chiamato inosina (I). Inosina gioca un ruolo chiave nella ipotesi oscillazione del codice genetico.
Vi sono più di 100 altri nucleosidi modificati presenti in natura. La più grande diversità strutturale di modifiche può essere trovato nel tRNA, mentre la pseudouridina e i nucleosidi spesso presenti nell'rRNA sono i più comuni. I ruoli specifici di molte di queste modifiche dell'RNA non sono pienamente comprese. Tuttavia, è da notare che, nell'RNA ribosomiale molte delle modificazioni post-trascrizionali si verificano nelle regioni altamente funzionali, come il centro della peptidil-transferasi e l'interfaccia subunità, che implica che sono importanti per la funzione normale.
La forma funzionale di molecole a singolo filamento di RNA, come le proteine, richiede spesso una struttura terziaria specifica. L'impalcatura di questa struttura è fornita da elementi strutturali secondari che sono legami idrogeno all'interno della molecola. Questo porta a diversi "domini" riconoscibili della struttura secondaria. Dal momento che l'RNA è carico, sono necessari ioni metallici, come Mg2+ per stabilizzare molte strutture secondarie e terziarie.

## Sintesi
La sintesi dell'RNA è solitamente catalizzata da un enzima, l'RNA-polimerasi, utilizzando il DNA come stampo, un processo noto come trascrizione. La trascrizione inizia con il legame dell'enzima ad una sequenza promotrice nel DNA (di solito "a monte" di un gene). Il DNA a doppia elica viene svolto dall'attività elicasi dell'enzima. L'enzima procede poi lungo il filamento stampo nella direzione da 3' a 5', sintetizzando una molecola di RNA complementare nell'allungamento che si verifica da 5' a 3'. La sequenza di DNA determina anche il luogo dove si verifica la cessazione della sintesi di RNA.
La prima trascrizione dell'RNA è spesso modificata da enzimi dopo la trascrizione. Ad esempio, un poliadenilazione e una rivestimento in 5' vengono aggiunti a un pre-mRNA eucariote e gli introni sono rimossi dal spliceosoma.
Vi sono anche una serie di RNA polimerasi RNA-dipendente che utilizzano l'RNA come stampo per la sintesi di un nuovo filamento di RNA. Per esempio, un numero di virus a RNA (come il poliovirus) utilizzano questo tipo di enzima per replicare il loro materiale genetico. Inoltre, l'RNA polimerasi RNA-dipendente è parte del percorso di interferenza dell'RNA in molti organismi.

## Tipi di RNA
Vi sono tre tipi di RNA comuni a tutti gli organismi cellulari:
- mRNA (RNA messaggero) che contiene l'informazione per la sintesi delle proteine;
- rRNA (RNA ribosomiale), che entra nella struttura dei ribosomi;
- tRNA (RNA di trasporto) necessario per la traduzione nei ribosomi.

Negli eucarioti abbiamo anche:
- hnRNA (RNA eterogeneo nucleare) tipo di molecole di cui fa parte il pre-mRNA;
- snRNA (piccolo RNA nucleare) necessario per la maturazione dell'HnRna.

La sintesi dell'RNA è molto simile a quella del DNA. La RNA polimerasi non richiede però un innesco. La trascrizione può iniziare solo presso una sequenza detta promotore e termina in presenza di altre sequenze particolari. È stata avanzata l'ipotesi che l'RNA abbia assunto un ruolo chiave negli organismi primitivi prima del DNA (RNA world o mondo a RNA). A favore di tale ipotesi c'è la capacità catalitica di alcune molecole di RNA (ribozimi). Sull'mRNA viene trascritta l'informazione genetica che poi verrà utilizzata per svariati usi.

### Panoramica
L'RNA messaggero (mRNA) è l'RNA che trasporta le informazioni dal DNA al ribosoma, i siti della sintesi proteica (traduzione) nella cellula. La sequenza codificante dell'mRNA determina la sequenza aminoacidica della proteina che viene prodotta. Tuttavia, molti RNA non possiedono codice per le proteine (circa il 97% della produzione trascrizionale non codifica proteine negli eucarioti).
Questi cosiddetti RNA non codificanti ("ncRNA") possono essere codificati dai propri geni (geni RNA), ma possono anche derivare da introni di mRNA. Gli esempi più importanti di RNA non codificanti sono l'RNA di trasporto (tRNA) e l'RNA ribosomiale (rRNA), entrambi i quali sono coinvolti nel processo di traduzione. Vi sono anche RNA non codificanti coinvolti nella regolazione genica, nel processo dell'RNA e altri ruoli. Alcuni RNA sono in grado di catalizzare le reazioni chimiche, come il taglio e legatura altre molecole di RNA e la catalisi di formazione del legame peptidico nel ribosoma; questi sono conosciuti come ribozimi.

### Nella traduzione
L'RNA messaggero (mRNA) trasporta le informazioni di una sequenza proteica ai ribosomi, i luoghi della cellula deputati alla sintesi proteica. L'informazione è codificata in modo che ad ogni tre nucleotidi (codone) corrisponda un amminoacido. Nelle cellule eucariotiche, una volta che il precursore mRNA (pre-mRNA) è stata trascritto dal DNA, si trasforma per diventare mRNA. In questa fase vengono rimosse le sezioni non codificanti del pre-mRNA. L'mRNA viene poi spostato dal nucleo al citoplasma, dove arriva ai ribosomi e quindi viene tradotto nella corrispondente proteina grazie all'aiuto del tRNA. Nelle cellule procariote, che non hanno nucleo e compartimenti nel citoplasma, l'mRNA può legarsi ai ribosomi mentre viene trascritto dal DNA. Dopo un certo periodo di tempo il messaggio degrada nelle sue componenti nucleotidi con l'assistenza della ribonucleasi.
L'RNA di trasporto (tRNA) è una piccola catena di RNA composta da circa 80 nucleotidi che trasferisce uno specifico aminoacido ad una catena polipeptidica crescente nel sito ribosomiale della sintesi proteica durante la traduzione. Esso possiede siti per l'attacco di amminoacidi e una regione anticodone per il riconoscimento del codone che si lega ad una sequenza specifica sulla catena dell'RNA messaggero attraverso legami idrogeno.
L'RNA ribosomiale (rRNA) è il componente catalitico dei ribosomi. Negli eucarioti, i ribosomi contengono quattro diverse molecole di rRNA: 18S, 5.8S, 28S e 5S rRNA; tre di esse sono sintetizzate nel nucleolo. Nel citoplasma, RNA ribosomiale e le proteine si combinano per formare un nucleoproteina chiamato ribosoma. Il ribosoma lega l'mRNA ed effettua la sintesi proteica. Diversi ribosomi possono essere collegati ad un singolo mRNA in qualsiasi momento. Quasi tutti gli RNA che si trovano in una tipica cellula eucariotica sono rRNA.
L'RNA transfer-messaggero (tmRNA) si trova in molti batteri e plastidi. Si occupa di marcare le proteine codificate dall'mRNA che mancano di codoni di stop per la degradazione e impedisce il blocco del ribosoma.

### RNA regolatori
Diversi tipi di RNA sono in grado di sottoregolare l'espressione genica per essere complementari ad una parte di un mRNA o il gene ddl DNA. I microRNA (miRNA; 21-22 nt) si trovano negli eucarioti e agiscono tramite l'RNA interference (RNAi o interferenza dell'RNA), dove un complesso effettore di miRNA e enzimi in grado di scindere l'mRNA complementare, blocca la traduzione dell'mRNA o ne accelera la sua degradazione.
Mentre gli short interfering RNA (siRNA, 20-25 nt) vengono spesso prodotti in seguito alla rottura di RNA virale, vi sono anche fonti endogene di siRNA. I siRNA agiscono attraverso l'interferenza dell'RNA in modo simile ai miRNA. Alcuni miRNA e siRNA possono causare la metilazione dei geni target, diminuendo o aumentando in tal modo la trascrizione di questi geni. Gli animali possiedono i piwi-interacting RNA (piRNA; 29-30 nt) che sono attivi nella linea germinale delle cellule e sono ritenuti essere una difesa contro i trasposoni e svolgere un ruolo nella gametogenesi.
Molti procarioti hanno l'RNA CRISPR, un sistema di regolamentazione simile all'interferenza dell'RNA. Gli RNA antisenso sono diffusi, molti regolano un gene, ma alcuni sono attivatori della trascrizione. Un modo in cui l'RNA antisenso può agire è legandosi ad un mRNA, formando un RNA a doppio filamento che viene degradato enzimaticamente. Vi sono molti lunghi RNA non codificanti che regolano i geni negli eucarioti, uno di questi è l'Xist, che si trova nel cromosoma X nei mammiferi di sesso femminile e serve per inattivarlo.

### Nell'elaborazione
Molti RNA sono coinvolti nel modificare altri RNA. Gli introni sono "montati" in pre-mRNA grazie agli spliceosomi che contengono diversi piccoli RNA nucleari (snRNA), o gli introni possono essere ribozimi che vengono collegati da loro stessi. L'RNA può anche essere alterato da avere i suoi nucleotidi modificati con altri nucleotidi di A, C, G e U. Negli eucarioti, le modifiche dei nucleotidi di RNA sono in genere diretti da piccoli RNA nucleolari (snoRNA; 60-300 nt), riscontrati nel nucleolo e nei corpi di Cajal. Gli enzimi quindi eseguono la modifica del nucleotide. rRNA e tRNA sono ampiamente modificati, ma anche gli snRNAs e l'mRNA possono anche essere bersaglio di modifiche di base. L'RNA può anche essere demetilato.

### Genoma a RNA
Come il DNA, l'RNA può trasportare le informazioni genetiche. I virus a RNA possiedono genomi composti da RNA che codificano un numero di proteine. Il genoma virale viene replicato da alcune di queste proteine, mentre altre proteine proteggono il genoma quando la particella virale si sposta in una nuova cellula ospite. I viroidi sono un altro gruppo di agenti patogeni, ma sono costituiti esclusivamente da RNA, non codificare qualsiasi proteine e vengono replicati dalla polimerasi di una cellula ospite.

### Nella trascrizione inversa
I virus a trascrizione inversa sono in grado di replicare i loro genomi attraverso una trascrizione inversa di copie di DNA dal loro RNA; queste copie di DNA vengono trascritte a nuovo RNA. I retrotrasposoni si diffondono anche copiando DNA e RNA da uno all'altro e la telomerasi contiene un RNA che viene utilizzato come modello per realizzare le estremità dei cromosomi eucariotici.

### RNA a doppio filamento
L'RNA a doppio filamento (dsRNA) è l'RNA con due filamenti complementari, simile al DNA che può essere trovato in tutte le cellule. L'RNA a doppio filamento (dsRNA), come l'RNA virale o il siRNA possono innescare l'interferenza RNA negli eucarioti, così come risposta dell'interferone nei vertebrati.. Il dsRNA costituisce il materiale genetico di alcuni virus (virus RNA a doppio filamento).

## Anomalie dell'RNA
Durante il corso degli anni i ricercatori si sono accorti che gran parte dell'RNA sintetizzato dalle polimerasi veniva scartato e solo una piccola parte veniva inviata sotto forma di mRNA per la sintesi proteica. Infatti per una proteina media di circa 400 amminoacidi (quindi 1200 nucleotidi) venivano sintetizzati anche più del doppio dei nucleotidi realmente necessari.
Ciò è dovuto al fatto che nel DNA esistono delle sequenze non più codificanti, che servivano alla cellula quando non era ancora specializzata. Queste sequenze vengono comunque trascritte dalla polimerasi e vengono dette introni, quelle che invece vengono copiate sono chiamate esoni. Questo fatto implica che prima della traduzione, esse andranno tagliate, in un processo denominato splicing.

## Scoperte fondamentali in biologia dell'RNA

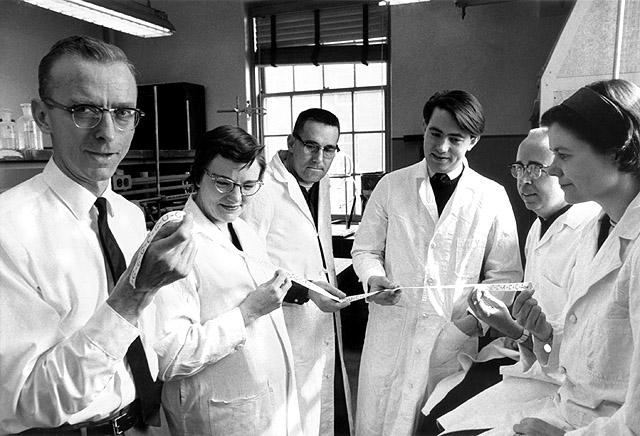
Robert W. Holley, a sinistra, posa con il suo gruppo di ricerca.

Le ricerche effettuate sull'RNA hanno portato a molte importanti scoperte biologiche e conferito numerosi premi Nobel. Gli acidi nucleici furono scoperti nel 1868 da Friedrich Miescher, che egli chiamò materiale 'nucleino' in quanto li riscontrò nel nucleo. Successivamente si è scoperto che le cellule procariote, che non hanno un nucleo, li contengono anch'essi. Il ruolo dell'RNA nella sintesi proteica era già sospettato nel 1939. Severo Ochoa nel 1959 vinse il Premio Nobel per la medicina (insieme a Arthur Kornberg) dopo aver scoperto un enzima in grado di sintetizzare l'RNA in laboratorio. Tuttavia, l'enzima scoperto da Ochoa (polinucleotide fosforilasi) fu poi dimostrato essere responsabile della degradazione dell'RNA e non la sintesi dell'RNA. Nel 1956 Alex Rich e David Davies ibridarono due filoni separati di RNA per formare il primo RNA la cui struttura potesse essere valutata con la cristallografia a raggi X.
La sequenza dei 77 nucleotidi del tRNA di lievito fu scoperto da Robert William Holley nel 1965, tale scoperta gli valse nel 1968 del Premio Nobel per la Medicina (in comune con Har Gobind Khorana e Marshall Warren Nirenberg). Nel 1967, Carl Woese ipotizzò che l'RNA potesse essere un catalizzatore e suggerì che le prime forme di vita (molecole autoreplicanti) avrebbe potuto utilizzare l'RNA sia per trasportare le informazioni genetiche che per catalizzare le reazioni biochimiche: l'ipotesi del mondo a RNA.
Durante i primi anni 1970, furono scoperti i retrovirus e la trascrittasi inversa, che mostrò per la prima volta come gli enzimi possano copiare l'RNA in DNA (l'opposto del percorso abituale per la trasmissione delle informazioni genetiche). Per questo lavoro, David Baltimore, Renato Dulbecco e Howard Martin Temin ricevettero il premio Nobel nel 1975. L'anno seguente, Walter Fiers e il suo gruppo determinarono la prima sequenza nucleotidica del genoma completo di un virus a RNA, il batteriofago MS2.
Nel 1977, gli introni e lo splicing dell'RNA furono entrambi scoperti nei virus dei mammiferi e nei geni cellulari, con un conseguente Nobel a Phillip Sharp e Richard Roberts nel 1993. Le prime molecole di RNA catalitici (ribozimi) furono individuate nei primi anni 1980, portando un Nobel a Thomas Cech e Sidney Altman nel 1989. Nel 1990, furono trovati nella petunia i geni che possono silenziare altri geni simili della pianta, un processo ora noto come interferenza dell'RNA.
Più o meno nello stesso periodo, RNA lunghi 22 nt, chiamati oggi microRNA, furono scoperti per avere un ruolo nello sviluppo della Caenorhabditis elegans. Studi sull'interferenza dell'RNA fruttò un premio Nobel per Andrew Zachary Fire e Craig Cameron Mello nel 2006 e un altro Nobel fu assegnato per studi sulla trascrizione dell'RNA a Roger Kornberg nello stesso anno. La scoperta di geni RNA regolatori ha portato a tentativi di sviluppare farmaci realizzati con RNA, come i siRNA, per silenziare i geni.